# Seabrook (Teksas)
Seabrook – miasto w Stanach Zjednoczonych, w stanie Teksas, w hrabstwie Chambers, nad zatoką Galveston.

## Demografia
Według przeprowadzonego przez United States Census Bureau spisu powszechnego w 2010 miasto liczyło 11 952 mieszkańców, co oznacza wzrost o 26,6% w porównaniu do roku 2000. Natomiast skład etniczny w mieście wyglądał następująco: Biali 85,0%, Afroamerykanie 4,1%, Azjaci 4,4%, pozostali 6,5%. Kobiety stanowiły 49,2% populacji.